# Dulaylat al Hama'idah
 Dulaylat al Hama'idah  (arabă دليلة الحمايدة) este un oraș din Guvernoratul Madaba din nord-vestul iordaniei.